# ناحیه بلو لیک، شهرستان ماسگگون، میشیگان
ناحیه بلو لیک (به انگلیسی: Blue Lake Township) یک منطقهٔ مسکونی در ایالات متحده آمریکا است که در شهرستان موسکگون، میشیگان واقع شده‌است.
 ناحیه بلو لیک ۹۲٫۵ کیلومتر مربع مساحت و ۲٬۳۹۹ نفر جمعیت دارد و ۱۸۴ متر بالاتر از سطح دریا واقع شده‌است.